# Hieracium capnotrichoides
Hieracium capnotrichoides es una especie de planta con flor del género Hieracium, de la familia Asteraceae, orden Asterales.

## Distribución
Hieracium capnotrichoides se distribuye por Noruega.

## Taxonomía
Fue descrita científicamente por Dahlst. ex Notø. Fue publicada en Tromsø Mus. Aarsh. 31-32: 50.